# Drongo becgròs
El drongo becgròs (Dicrurus annectens) és un ocell de la família dels dicrúrids (Dicruridae).

## Hàbitat i distribució
Habita zones boscoses als turons de l'Himàlaia i planures properes al nord i est de l'Índia i sud de Myanmar.